# Oberamt Burghaun
Das Oberamt Burghaun war eine Gerichts- und Verwaltungseinheit des geistlichen Fürstentums Fulda und des Fürstentums Nassau-Oranien-Fulda sowie im Kurfürstentum Hessen.

## Geschichte

### Fulda
Das Amt Burghaun sowie das benachbarte Amt Hauneck waren ursprünglich Besitz derer von Haune. Ob der Besitz Allod oder fuldisches Lehen war, war umstritten. Fulda sah das Gebiet links der Haune als seit 801 fuldischen Besitz an. Lediglich im Westen des Gebiets konnte Fulda wohl seine Besitzrechte durchsetzen, im Osten lag die Gerichtsbarkeit bei denen von Haune. 1409 erwarb die Landgrafschaft Hessen Burg und Amt Hauneck. Auch das Amt Burghaun lag im Interessengebiet von Hessen. 1422 löste Abt Johann eine Verpfändung einer Hälfte des Amtes Burghaun ein und nahm die Vogteirechte selbst wahr. 1499 trugen Giso, Heinrich, Jörge und Wilhelm von Haune dem Landgrafen von Hessen Schloss und Amt Hune zu Lehen auf. Dies führte in den folgenden Jahrzehnten zu umfangreichen Konflikten zwischen Hessen und Fulda, die 1539 zu einem Vergleich führten, bei dem Hessen auf seine Ansprüche verzichtete. 1500 erwarb Fulda einen weiteren Anteil am Amt von Jörge von Haune. 1627 starben die von Haune im Mannesstamm aus und Fulda wollte das Amt als erledigtes Lehen einziehen. Volpert Daniel Schenck zu Schweinsberg, der mit einer Tochter Ludwig von Haunes verheiratet war, erhob aber erfolgreich Ansprüche auf das Erbe. 1680 und 1692 erwarb Fulda die fehlenden Anteile am Amt und war damit alleiniger Landesherr.
Im 18. Jahrhundert wurde das Amt als Oberamt Burghaun bezeichnet. An seiner Spitze stand formal ein adliger Oberamtmann. Dieses Amt war aber zum Ende des HRR Sinekure. Oberster Beamter war faktisch vielmehr der Amtsvogt.

### Fürstentum Nassau-Oranien-Fulda
Das Fürstentum Nassau-Oranien-Fulda entstand aufgrund des Reichsdeputationshauptschlusses 1803. In Bezug auf die Rechtsprechung und Verwaltung wurde mit der Landesherrlichen Verordnung die Ober= und Ämter betrefffend vom 8. Januar 1803 eine Neuorganisation der bestehenden Ämter vorgenommen. Das Oberamt Burghaun blieb als unverändert. Das Amt trug nun die Bezeichnung eines Amtes III. Klasse. 

### Großherzogtum Frankfurt
1806 wurde das Fürstentum Nassau-Oranien-Fulda französisch besetzt und 1810 Teil des Großherzogtums Frankfurt. In der Franzosenzeit gehörte das Amt als Distriktsmairie Burghaun zum Departement Fulda, an der Struktur änderte sich nichts (siehe hierzu Gerichtsorganisation im Großherzogtum Frankfurt). Insbesondere die Trennung der Rechtsprechung von der Verwaltung wurde nicht eingeführt. 

### Kurhessen
Gemäß der Schlussakte des Wiener Kongresses vom 9. Juli 1815 ging das Oberamt Burghaun an das Königreich Preußen über. Dieses übertrug das Amt am 16. Oktober 1815 an das Kurfürstentum Hessen. 1816 wurde das Amt Burghaun leicht erweitert. Es erhielt eine Ortschaft aus dem Amt Hünfeld und die Dörfer des Wehrdaer Bezirks. Damit bestand es nun aus Burghaun, Großenmoor, Gruben, Hechelmannskirchen, Herberts, Hünhan, Klausmarbach, Kleinmoor, Langenschwarz, Mahlerts, Michelsrombach, Oberfeld, Oberombach, Rhina, Rothenkirchen, Rudolphshan, Schletzenrod, Schotzau, Steinbach, Wehrda und Wetzlos. 1822 wurde in Kurhessen die Trennung der Rechtsprechung von der Verwaltung vorgenommen. Die Verwaltungsfunktionen gingen auf den Kreis Fulda über, die Gerichtsfunktion auf das Justizamt Burghaun. 

## Umfang
Am Ende des HRR bestand das Oberamt aus Burghaun, Großenmoor, Gruben, Hechelmannskirchen, Herberts, Klausmarbach, Kleinmoor, Langenschwarz, Mahlerts, Michelsrombach, Oberfeld, Oberrombach, Rothenkirchen, Rudolphshan, Schlotzau und Steinbach.

## Persönlichkeiten
- Oberamtmann Ferdinand Freiherr von Münster (1800)
- Amtsvogt Jakob Blum (1800)